# 南都 (沖縄県の企業)
株式会社南都（なんと）は、沖縄県内でテーマパーク、観光施設などを運営している会社。
沖縄県で初めての有料観光施設「玉泉洞文化村（現、おきなわワールド 文化王国・玉泉洞）」を開園させた。

## 沿革
- 1971年6月 - ケイブランド観光株式会社設立。
- 1972年4月28日 - 観光鍾乳洞｢玉泉洞｣をオープン[3][4]。
- 1977年 - ケイブランド観光株式会社から玉泉洞観光株式会社に社名変更[5]。
- 1979年4月 - 「玉泉ハブ公園」オープン（現・ハブ博物公園）[3][4][5]。
- 1992年 - 玉泉洞観光株式会社から南都ワールド株式会社に社名変更[5]。
- 1996年7月20日 - 玉泉洞に「玉泉洞王国村」オープン[3]。
- 2002年3月17日 - 金剛石林山（現・大石林山）山開き[3]。
- 2006年12月 - 南都ワールド株式会社から株式会社南都に社名変更。
- 2008年8月8日 - ガンガラーの谷がオープン[3]。
- 2016年9月15日 - 大石林山がやんばる国立公園に指定される[3]。
- 2018年4月28日 - 大石林山に沖縄石の文化博物館をオープン[3]。
- 2024年12月28日 - 大石林山から「ASMUI Spiritual Hikes（アスムイ・スピリチュアル・ハイクス）」に名称を変更[6]。

## 運営施設
おきなわワールド 文化王国・玉泉洞

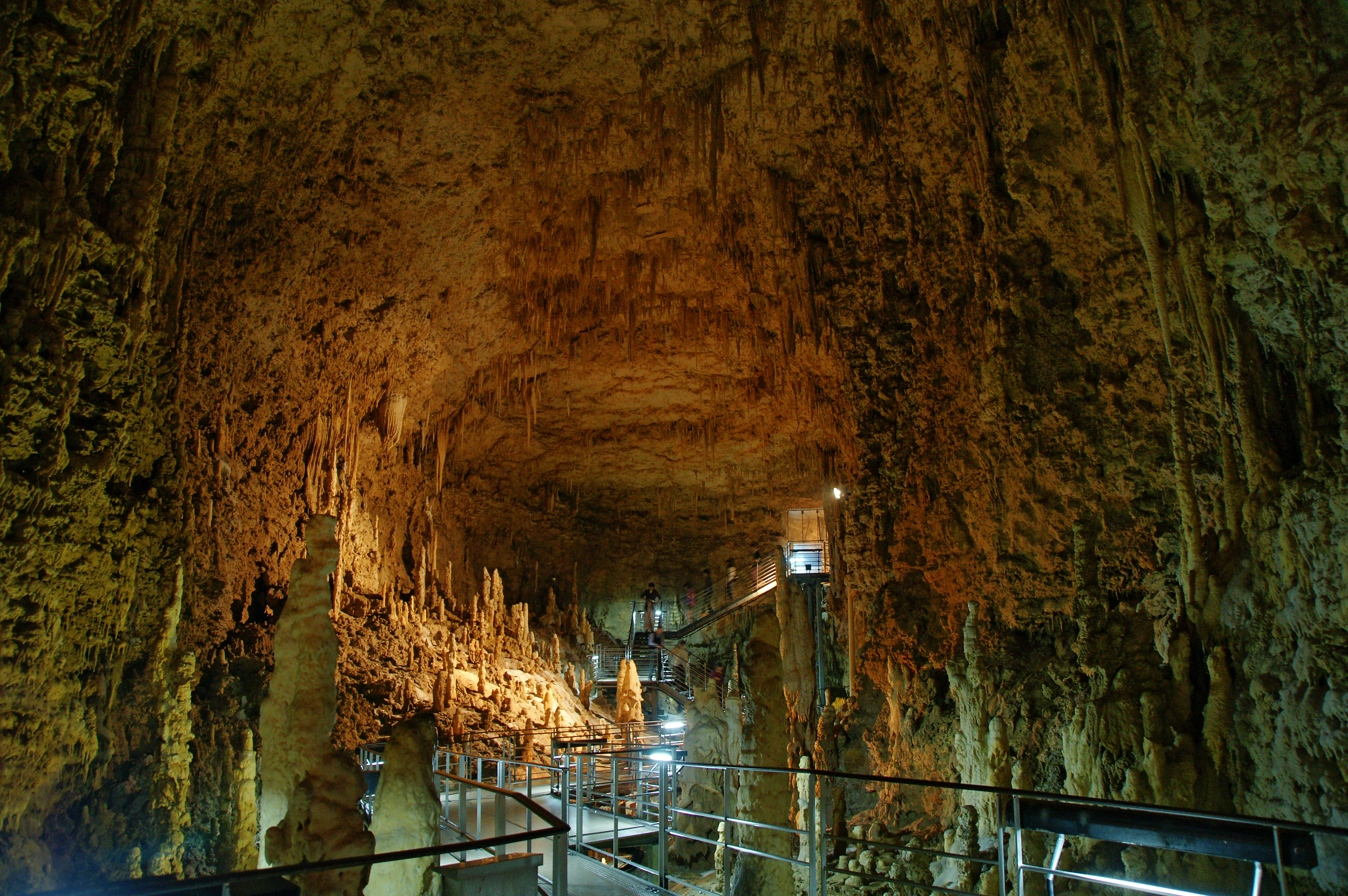
玉泉洞

- 施設内容：鍾乳洞（玉泉洞）、伝統的建造物群（古民家）、ハブ博物公園など
- 所在地：沖縄県南城市玉城字前川1336番地

ガンガラーの谷
- 施設内容：ケイブカフェ・ガンガラーの谷ツアー
- 所在地：：沖縄県南城市玉城字前川202番地

ASMUI Spiritual Hikes（旧大石林山）
- 施設内容：観光カルスト地形、博物館（沖縄石の文化博物館）、レストラン（ふれあい食堂なんと屋）など
- 所在地：沖縄県国頭郡国頭村字宜名真1241番地

石垣島鍾乳洞
- 施設内容：鍾乳洞（石垣島鍾乳洞）など
- 所在地：沖縄県石垣市石垣1666番地

石垣島サンセットビーチ
- 施設内容：海水浴場（サンセットビーチ）など

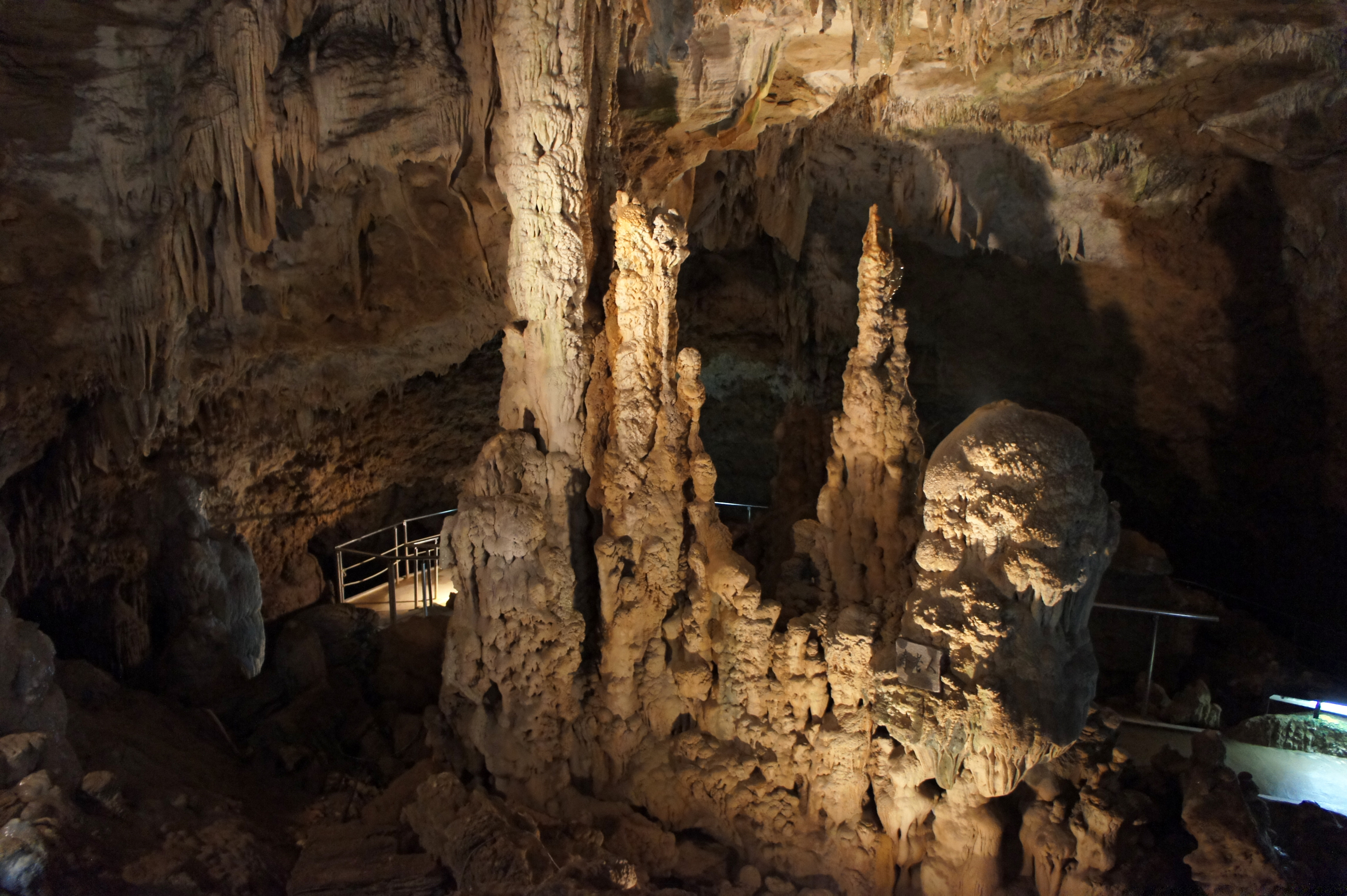
石垣島鍾乳洞

- 所在地：沖縄県石垣市字平久保234-323番地